# 阿尔贝特·克吕沃尔
阿尔伯特·扬·克吕沃尔（荷蘭語：Albert Jan Kluyver，1888年6月3日—1956年5月4日）是一位荷兰微生物学家和生物化学家。